# Labilidade emocional
Labilidade emocional é um sintoma ou sinal médico, incluído na desregulagem emocional/afetiva, caracterizado por mudanças exageradas e sucessivas no humor, sentimentos e/ou emoções. Algumas vezes, as emoções expressas externamente podem ser muito diferentes de como a pessoa se sente internamente. Essas emoções intensas podem ser uma resposta desproporcional a algo que aconteceu (um gatilho), mas também podem ocorrer sem gatilhos. A pessoa com labilidade emocional costuma se sentir impotente sobre o controle de suas emoções. Por exemplo, alguém pode chorar incontrolavelmente em resposta a alguma emoção intensa, mesmo que não se sinta triste ou infeliz.

## Psicopatologia
A labilidade emocional foi relatada em várias condições psicológicas, incluindo transtorno de personalidade limítrofe, transtorno de personalidade histriônica, na fase maníaca ou hipomaníaca do transtorno bipolar em transtornos neurológicos ou lesão cerebral (chamada de afeto pseudobulbar), que pode acontecer após um derrame. Algumas pesquisas clínicas limitadas sugerem que pode ser um indicativo para o surgimento de algumas formas de doenças da tireóide. A labilidade emocional também pode ser resultado do abuso de drogas, como bebidas alcoólicas e benzodiazepínicos. Também pode ser um sintoma do transtorno do déficit de atenção e hiperatividade (TDAH).
As crianças com labilidade emocional severa costumam possuir baixa tolerância à frustração e lidam com crises de choro e/ou raiva frequentes. Durante a fase pré-escolar, o TDAH com labilidade emocional estão associados a um agravamento múltiplo dos sintomas, podendo ser um indicativo de outras comorbidades. As crianças negligenciadas são mais suscetíveis à desregulagem emocional, incluindo labilidade.

## Gatilhos
Alguns gatilhos (ou fatores desencadeadores) de crises de labilidade emocional incluem:
- Cansaço excessivo
- Estresse ou ansiedade
- Sensibilização sensorial (por exemplo, em locais com muito barulho)
- Situações demasiadamente tristes ou felizes
- Comedown, fase de queda abrupta dos efeitos de uma droga (geralmente psicoestimulantes)[14]